# Томо Медвед
То́мо Ме́двед (хорв. Tomo Medved; нар. 17 березня 1968, Цетінград) — відставний бригадний генерал хорватської армії, міністр ветеранів у правоцентристських уряді Тихомира Орешковича і першому, другому та третьому урядах Андрея Пленковича. З 17 травня 2024 року — також віцепрем'єр у третьому уряді Андрея Пленковича. 

## Біографія
Народився в селі Шильковача, що в громаді Цетінград. Здобув середню технічну освіту, закінчивши технікум, працював на «Хорватських залізницях».
Має вищу освіту в галузі економіки підприємств і фінансів, говорить англійською мовою.
У листопаді 1990 добровольцем записався у загін, який діяв у селі Ракитє як підрозділ частини спецпризначення МВС Хорватії, що пізніше переросла у знамениту 1-шу механізовану гвардійську бригаду «Тигри».
У наступному році призначений командиром взводу 2-го батальйону 1-ї механізованої гвардійської бригади «Тигри», де згодом став командиром роти.
Тричі поранений. Перший раз на початку Вітчизняної війни 16 серпня 1991, на західнославонському фронті, коли під час бою йому в легені влучив осколок. У жовтні 1991 у Покупському Медвед дістав вогнепальне поранення плечової ділянки руки. Розказують, що він це поранення вважав за подряпину і не хотів залишати бойових товаришів ні за яку ціну. Втретє дістав поранення у червні 1992 у місцевості позаду Дубровника, коли йому в ділянку хребта поцілив шматок шрапнелі.
Після війни займав високі посади в ЗС, а в липні 2006 вступив на посаду радника начальника Генштабу з питань сухопутних військ. Був начальником управління кадрів Генштабу Збройних сил Хорватії.
2009 року підвищений до звання бригадного генерала. Звільнився за власним бажанням 2011 року.
У 1995–1996 роках навчався у загребському Командно-штабному училищі ім. Благо Задро (теперішній Військовій академії ім. Франьо Туджмана), а в 2005–2006 роках проходив підготовку у Військовому училищі ім. бана Йосипа Єлачича за напрямом «стратегічне і оперативне планування». Також закінчив Інститут мови Міністерства оборони США. 
Відзначений низкою вищих державних нагород, таких як орден князя Домагоя, орден Хорватського хреста, орден Хорватського трилисника, медаль Вдячності Батьківщини з нагоди 5- і 10-річчя, медаль за участь в операції «Літо '95».
У нього було двоє братів і п'ять сестер. Обидва брати, старший Мілан і молодший Іван були добровольцями війни за незалежність. Мілан загинув в останні дні війни під час операції «Буря». Іван зараз військовий діяч ЗС Хорватії.
Член ХДС, брав активну участь в демонстрації фронтовиків хорватської війни за незалежність перед Міністерством ветеранів на Савському шляху, 66. Це була 555-денна, розпочата 20 жовтня 2014 року, акція протесту частини ветеранів, які відчули себе «на узбіччі суспільства» через бездіяльність міністерства і тому вимагали відставки міністра, його заступників і помічників.
Голова Об'єднання ветеранів формування «Тигри», член Комітету ХДС у справах ветеранів. 
15 березня 2016 прем'єр-міністр Орешкович на прес-конференції представив його як нового міністра у справах ветеранів Хорватії, a 21 березня 2016 хорватський парламент затвердив його на цій посаді.
Одружений, батько трьох дітей.